# باول فان همست

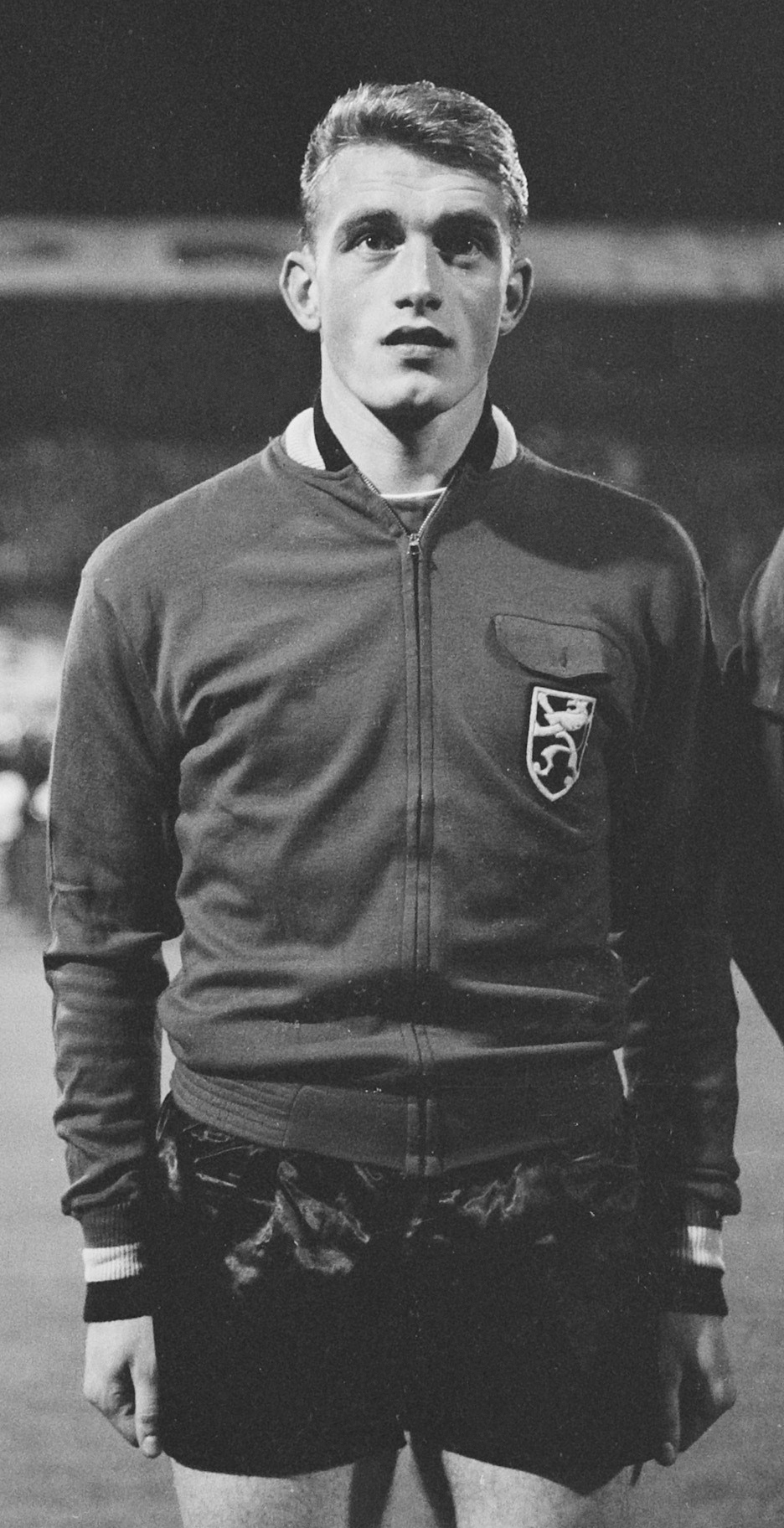
باول فان همست

باول فان همست، من مواليد 2 أكتوبر 1943 في بروكسل في بلجيكا، لاعب كرة قدم بلجيكي سابق ومدرب كرة قدم سابق.
بدأ مسيرته الكروية مع نادي آندرلخت البلجيكي في عام 1959، ولعب معهم حتى عام 1975، وقد شارك معهم في تلك الفترة في 457 مباراة وسجل 233 هدف، وفي موسم 1975/1976 انتقل إلى نادي مولنبيك، ولعب معهم 21 مباراة وسجل هدف واحد، وفي موسم 1976/1977 لعب مع نادي إندراخت ألست واعتزل معهم كرة القدم.
و قد لعب مع منتخب بلجيكا لكرة القدم بين عامي 1960 و1974، وقد شارك معهم في 81 مباراة وسجل 30 هدف.
و قد درب منتخب بلجيكا لكرة القدم الذي تأهل إلى كأس العالم لكرة القدم 1994.

## وصلات خارجية
- باول فان همست على موقع الاتحاد الدولي (مؤرشف)  (الإنجليزية)
- باول فان همست على موقع الاتحاد الأوربي (الإنجليزية)
- باول فان همست على موقع الاتحاد البلجيكي (الإنجليزية)
- باول فان همست على موقع قاعدة بيانات كرة القدم.إي يو (الإنجليزية)
- باول فان همست على موقع ناشيونال فوتبول تيمز (الإنجليزية)